# Nicolette Shea
Nicolette Shea (Sacramento, Califórnia, 18 de novembro de 1986) é uma atriz pornográfica, modelo erótica e stripper estadunidense. Ela iniciou sua carreira em 2011 como modelo, depois começou a trabalhar como stripper e em 2017 fez sua estreia como atriz de filmes pornográficos.

## Carreira
Nicolette começou a trabalhar como modelo erótica quando era Cyber Girl da revista Playboy em outubro de 2011. Shea permaneceu ativa como modelo e posou nua para outras revistas pornográficas diversas vezes. Com o tempo, ela também começou a trabalhar como stripper, onde viajaria e se apresentaria em clubes de striptease nos Estados Unidos.
Na televisão, trabalhou na série Playboy Plus: Pretty in Pink Vol. 2, no canal adulto Playboy TV. Em 2017, ela estreou na indústria pornô americana, onde gravou sua primeira cena de sexo, lançada em abril, pela produtora canadense Brazzers.
Em 2018, venceu o NightMoves Award na categoria "Social Media Star", escolhida pelos fãs. Em 2019, recebeu indicações no AVN Award e no XBIZ Award na categoria "melhor atriz revelação".
Em 2020, três anos após estrear no pornô, Nicolette protagonizou seu primeiro filme de sexo anal, para a Brazzers.
Em entrevista, Nicolette disse: "Espero que os fãs apreciem muito [essa cena], pois tomei o máximo cuidado em garantir que fosse absolutamente perfeita", disse Shea. "A química entre mim e Markus durante a cena foi tão quente e romântica."

## Aposentadoria
Em 2020, após o início da pandemia e a paralisação das gravações de filmes eróticos tradicionais, juntamente com o crescimento de conteúdos online, Nicolette afastou-se dos filmes pornô, afirmando mais tarde que se dedicaria completamente às plataformas digitais, onde ela mantém uma popularidade crescente.

## Seios
Shea possuí seios enormes, provenientes de inúmeras intervenções cirúrgicas.

## Além da pornografia
Além de sua carreira na indústria pornográfica, Nicolette Shea também fez aparições em programas de televisão, como o reality show "The Bachelorette" em 2017. Ela também é conhecida por seu ativismo nas redes sociais, onde expressa suas opiniões sobre questões sociais e políticas.
Shea também é empreendedora e possui sua própria linha de produtos, incluindo roupas e acessórios. 

## Vida pessoal
A vida pessoal de Nicolette Shea é geralmente mantida em privado, e poucas informações estão disponíveis sobre sua vida fora da indústria pornográfica. Ela é conhecida por ser discreta sobre sua vida pessoal e manter sua privacidade.

## Prêmios e indicações
Shea recebeu várias indicações a prêmios na indústria pornográfica, incluindo o AVN Award e o XBIZ Award, que são dois dos prêmios mais prestigiados do setor.

## Redes Sociais
Instagram
Twitter
IMDb